# Панія

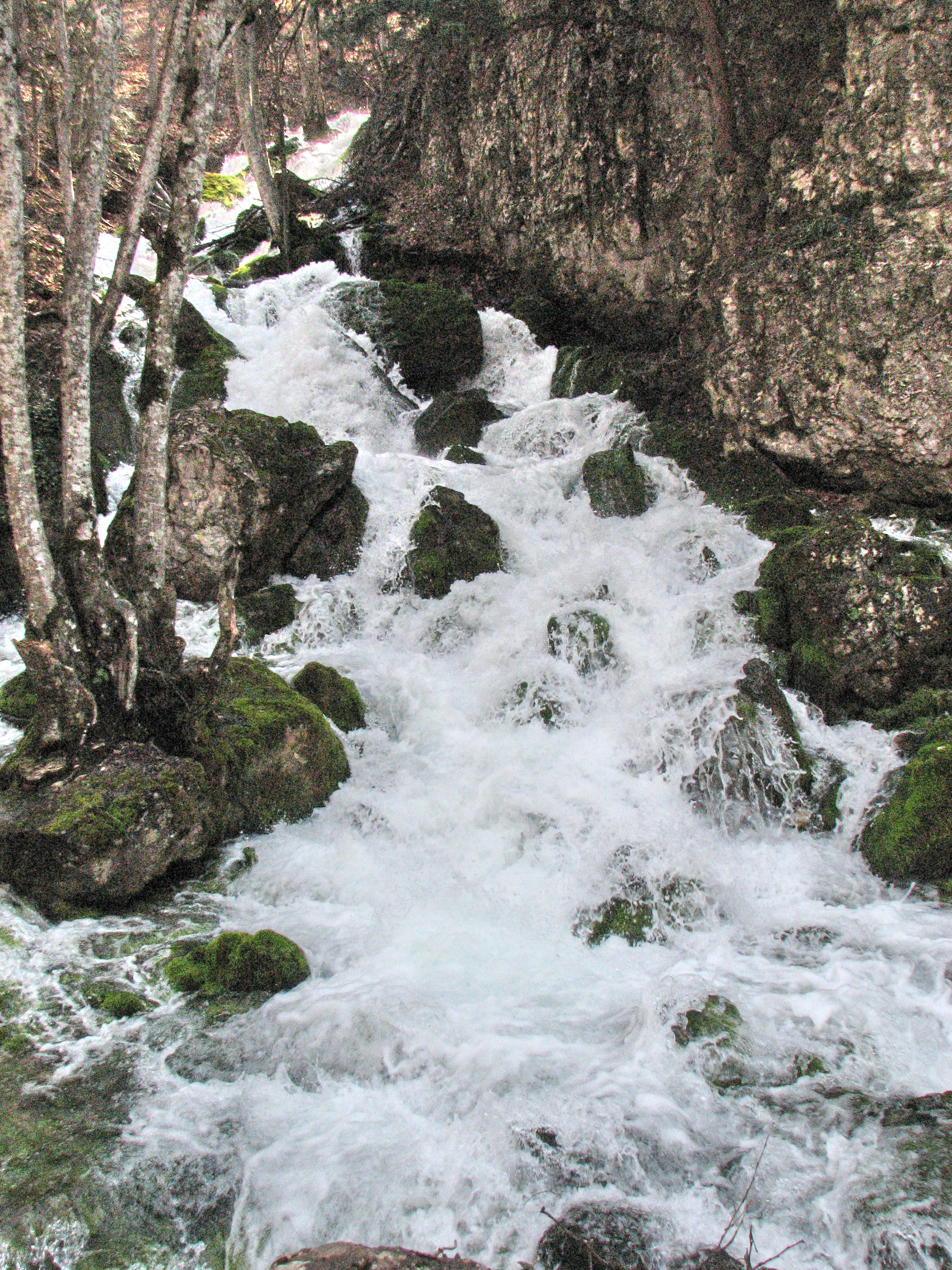
Карстове джерело Панія. Великий Каньйон Криму

Панія (з грецької «святий» або «цілюще») — одне з найбільших карстових джерел Криму, розташоване в тіснині Великого каньйону Криму. Описане в 1915 році дослідником І. В. Рухловим. Середньорічна витрата води цього джерела — 370 літрів в секунду. Це означає, що в середньому тільки за одну годину Панія дає понад 1300 м3 води. Цієї води цілком достатньо для забезпечення міста з населенням у 50-60 тисяч осіб. У Гірському Криму налічується всього 19 джерел з дебітом більше 100 літрів на секунду; на їх частку припадає 64% загального підземного стоку.